# Dérassi
Dérassi är en ort i Benin.   Den ligger i departementet Borgou, i den nordöstra delen av landet, 400 km norr om huvudstaden Porto-Novo. Dérassi ligger 361 meter över havet och antalet invånare är 11 630.
Terrängen runt Dérassi är platt. Närmaste större samhälle är Péonga, 19,5 km norr om Dérassi.
Omgivningarna runt Dérassi är huvudsakligen savann. Runt Dérassi är det ganska glesbefolkat, med 27 invånare per kvadratkilometer.